# Robin Koch
Robin Koch (ur. 17 lipca 1996 w Kaiserslautern) – niemiecki piłkarz, grający na pozycji obrońcy w niemieckim klubie Eintracht Frankfurt oraz w reprezentacji Niemiec. 

## Życiorys
Jest wychowankiem Eintrachtu Trewir. W czasach juniorskich trenował także w 1. FC Kaiserslautern i SV Dörbach. W latach 2014–2015 grał w pierwszym zespole Eintrachtu. 1 lipca 2015 odszedł do rezerw Kaiserslautern. W sezonie 2016/2017 został dołączony do pierwszej drużyny. 22 sierpnia 2017 odszedł za 4 miliony euro do pierwszoligowego SC Freiburg. W Bundeslidze zadebiutował 22 października 2017 w zremisowanym 1:1 meczu z Herthą BSC. Grał w nim od 85. minuty, gdy zastąpił Philippa Lienharta.
29 sierpnia 2020 dołączył do Leeds United podpisując czteroletni kontrakt.